# Sotìr Ferrara
Sotir Ferrara (ur. 5 grudnia 1937 w Piana degli Albanesi, zm. 25 listopada 2017 tamże) – duchowny greckokatolicki, święcenia kapłańskie przyjął w 1960. W latach 1988–2013 ordynariusz eparchii Piana degli Albanesi.